# 각역정차

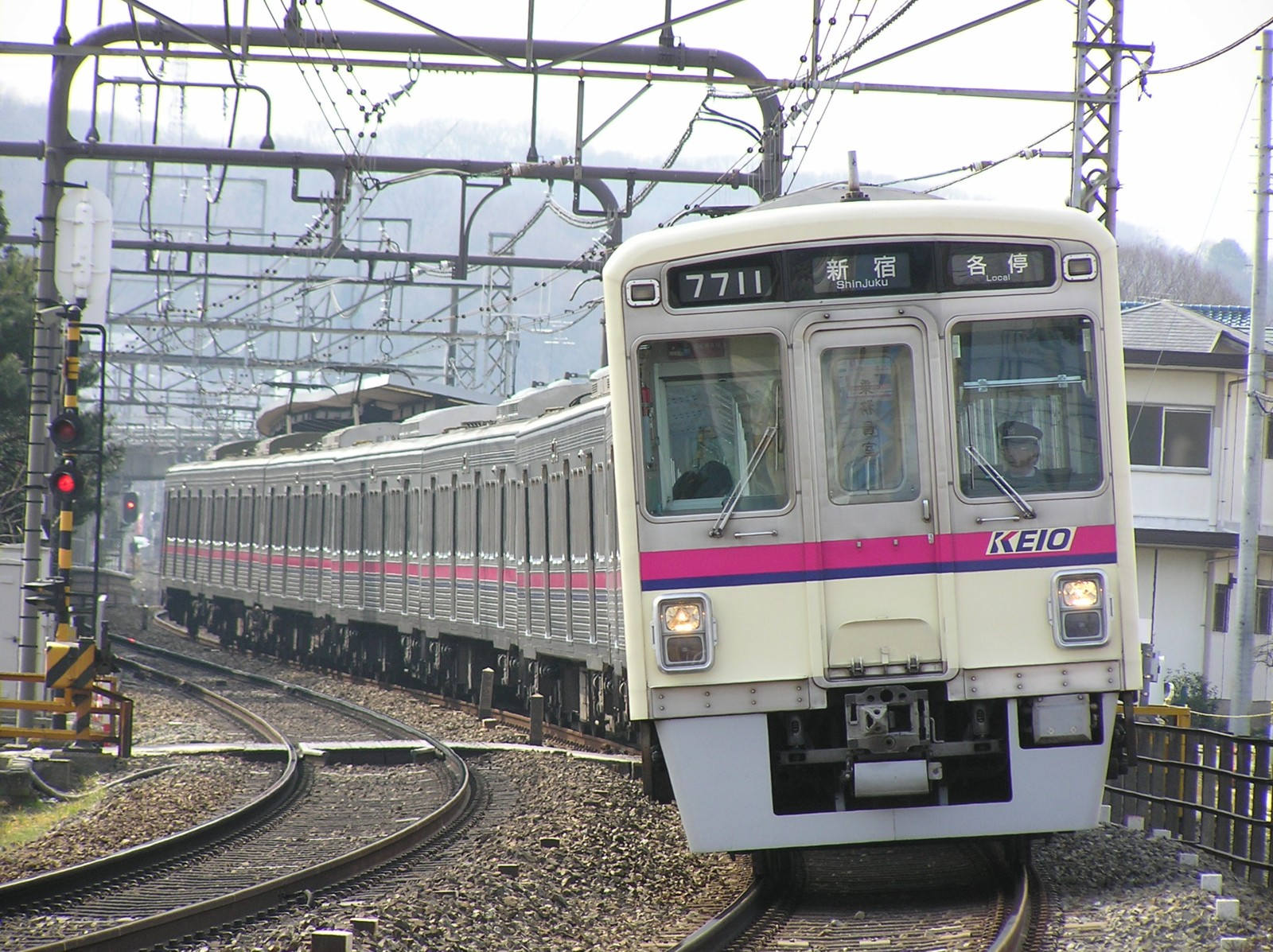
게이오 전철의 각역정차.

각역정차(일본어: 各駅停車, かくえきていしゃ 카쿠에키테이샤[*])는 일본의 열차 종류 중 하나인 보통열차 중에서 모든 역에 정차하는 열차를 말하는 용어이다. 약칭으로 각정(各停, かくてい)이 있다.
여객 안내 상의 것을 포함하여 각역정차를 열차 종류 중 하나로 사용하고 있는 사업자로는 동일본여객철도(JR 동일본), 도쿄급행전철, 세이부 철도, 게이오 전철 등이 있다.
신칸센에서도 각역에 정차하는 고다마, 나스노 등의 열차는 종종 '각역정차'라고 소개된다.
재래선의 각역정차나 보통열차는 완행열차(鈍行列車), 또는 줄여서 완행(鈍行)이라고도 불린다.
일본의 노선 버스(특히 고속버스)에서도 목적지까지의 모든 버스 정류장에 정차하는 편을 각역정차라고 부르기도 한다.

## 각역정차와 보통열차

### 각역정차와 보통열차가 동일하게 취급되는 경우
신칸센을 제외하고 여객 안내에 있어서 각역정차와 보통열차는 같은 서비스를 일컫는 용어이다. 또한 모든 역에 정차하는 열차 종류 이름도 각역정차나 보통열차 중 하나가 채용된다. 세이부 철도의 사례처럼 '보통'이라는 이름을 '각역정차'로 바꾼 경우도 있다(세이부의 경우 2008년 6월 14일부터 개칭된 명칭이 적용됨).
또한 시간표, 행선 표시 등에는 보통열차여도 각역정차라고 안내하는 사업자도 있다. 대규모 사철들이 대표적인 예인데, 게이세이 전철, 도부 철도, 긴키 닛폰 철도, 게이힌 급행전철, 한큐 전철, 한신 전기철도 등이 해당한다.

### 각역정차와 보통열차가 다르게 취급되는 경우
복복선 구간에서 방향이나 운전 계통에 의해 '각역정차'와 '보통열차'를 구분하는 노선도 있다. 자세한 내용은 전차선/열차선 문서를 참조하라.
JR 동일본에서는 전차선을 달리는 근거리 전차에 '각역정차'를, 중거리 열차에 '보통'을 사용하고 있으며, 복복선 구간에서는 '보통'이라도 통과 역이 설정되어 있는 노선도 있다.
예를 들어 조반선에서는 일본국유철도(국철) 시절의 잔재로, 근교형 차량을 사용하는 '보통'과 통근형 차량을 사용하는 '각역정차'가 설정되어 정차역이 달랐다. 그러나 이 안내는 이용객이 정차역을 이해하는 데에 어려움이 따랐기 때문에 보통열차의 쾌속 운전 구간에서는 '쾌속'이라고 안내하도록 변경되었다(자세한 내용은 ja:常磐快速線#「快速」への呼称統一 참조).